# Citroën ZX
Citroën ZX — легковой автомобиль, производившейся компанией «Citroën» с 1991 по 1997 годы. В 1992 году автомобиль занял третье место в конкурсе Европейский автомобиль года.

## История
Дебют Citroën ZX состоялся в 1991 году. Модель продержалась на конвейере более шести лет и пользовалась большим успехом в Европе. Предшественник ZX, Citroen GS, был некогда очень популярен, поэтому перед специалистами компании стояла задача не навредить. Автомобиль создавался с оглядкой на предшественника. Даже размеры должны были быть одинаковые. Но в итоге ZX получился совершенно новым автомобилем, даже внешне не похожим на прежнюю модель.
Первоначально выпускался только самый популярный 5-дверный хетчбэк, в дополнение к которому впоследствии выпустили 3-дверный вариант (конец 1992 г.) и универсал Break (ноябрь 1993 г.). Всего было четыре уровня оснащения Citroen ZX. Reflex — самый простой и дешевой комплектации. Advantage сочетал в себе невысокую стоимость с неплохой оснащенностью. Aura наиболее полной комплектации для требовательного покупателя. Volcane — спортивный вариант с мощными моторами.
В июле 1994 года произвели рестайлинг модели. Он был необходим для устранения конструктивных и технологических недоработок, которые выявились у автомобиля за первые годы эксплуатации. Вместо «глухой» облицовки радиатора появилась фальшрадиаторная решетка с эмблемой посередине, при этом стало доступно некоторое дополнительное оборудование, например кондиционер. В 1997 году с конвейера сошел последний европейский ZX. Его преемником стал Xsara, который имеет много общего с ZX, но является новой моделью.
Пятидверные Citroen ZX собирали во Франции, трехдверные — в Испании, там же выпускалась ограниченная «гоночная» серия ZX 16V. До 2009 года Citroen ZX выпускался в Китае на совместном китайско-французском предприятии Donfeng-Citroen Automobile Co.Ltd.

## Галерея

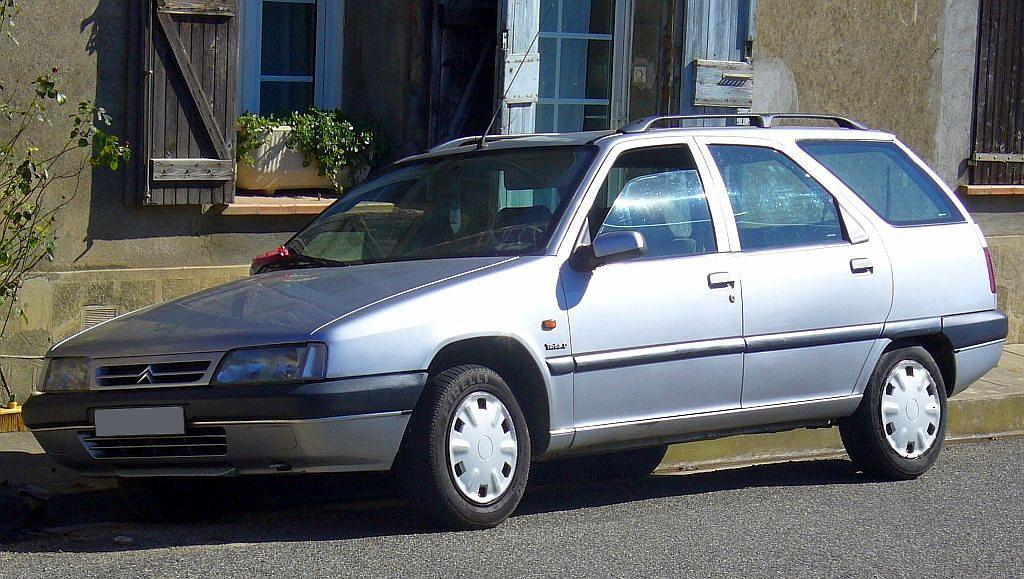
Citroën ZX Break/Estate
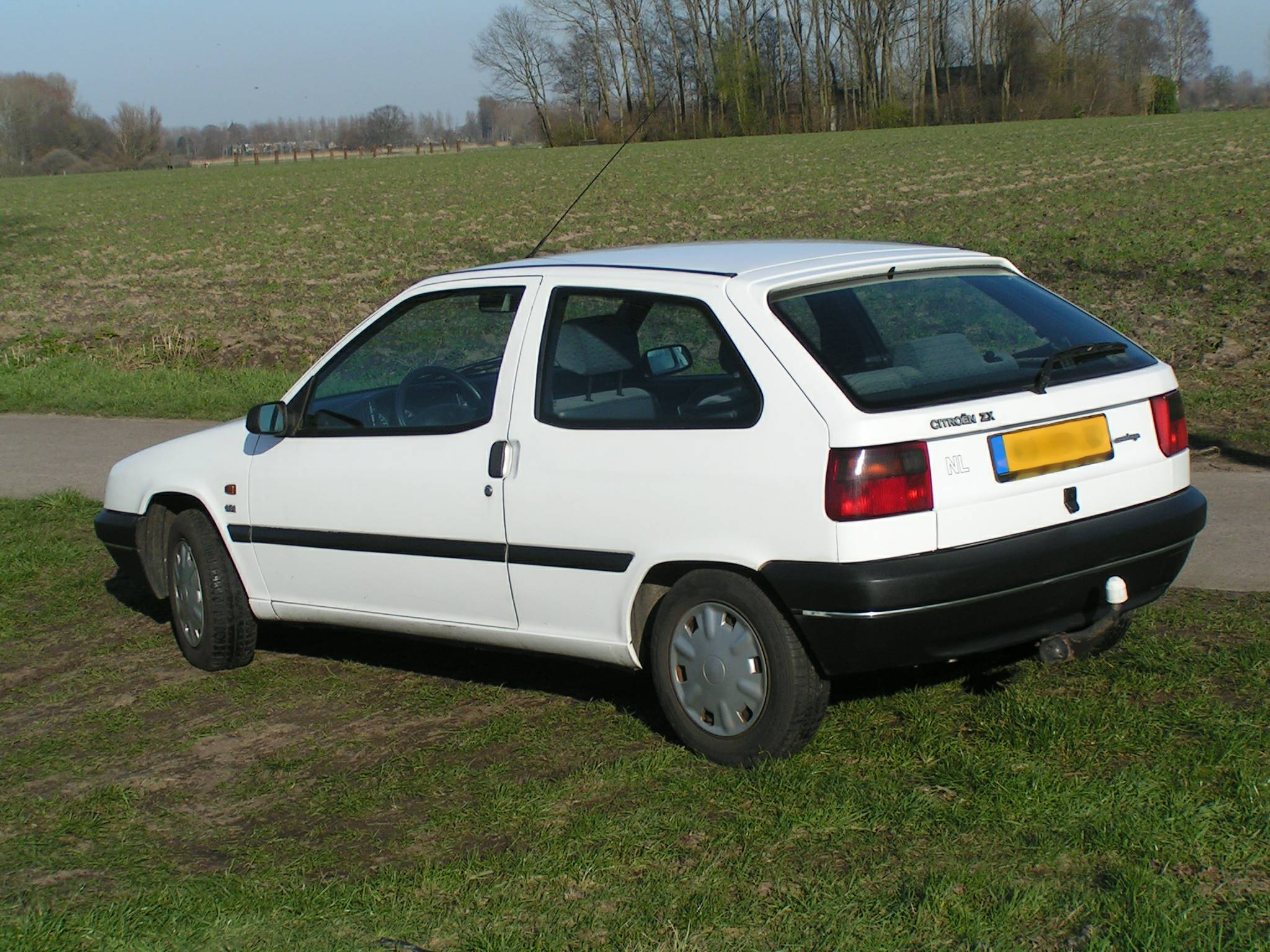
Citroën ZX 2/3 дверный вариант
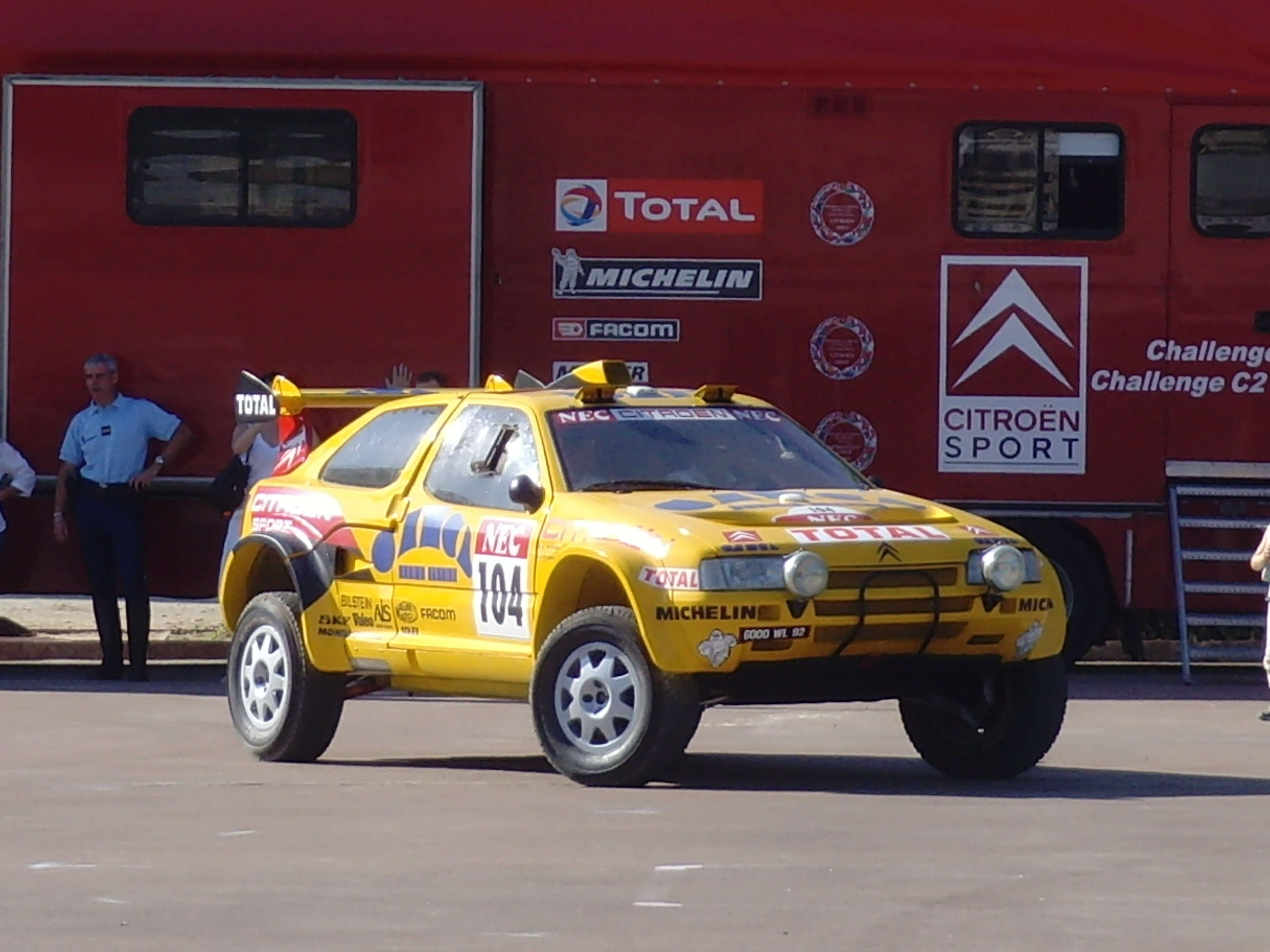
Спортпрототип Citroën ZX Rallye-raid